# Ег фон Кьонигсег-Кьонигсегерберг
Ег фон Кьонигсег-Кьонигсегерберг (на немски: Egg von Königsegg zu Königseggerberg; † 14 февруари 1428) от стария швабски благороднически род Кьонигсег е господар на Кьонигсег (в Гугенхаузен) и Кьонигсегерберг в Баден-Вюртемберг.
Той е син на Ерхард фон Кьонигсег и Кьонигсегерберг († 1403) и съпругата му Урсула фон Райшах († 1423). Внук е на Еберхард фон Кьонигсег-Фронхофен († 1377), господар на Кьонигсегерберг, фогт на Госау, и съпругата му Урсула фон Клингенберг († сл. 1391). Брат е на Йохан фон Кьонигсег-Кьонигсегерберг († 1450) и Албрехт фон Кьонигсег-Кьонигсегерберг († 1445).
През 1629 г. родът е издигнат на имперски граф от император Фердинанд II.

## Фамилия
Ег фон Кьонигсег-Кьонигсегерберг се жени за фон Щубен. Те имат два сина и дъщеря:
- Ерхард фон Кьонигсег-Кьонигсегерберг († 30 април 1466), женен за Геновева фон Хюрнхайм; имат два сина
- Йохан фон Кьонигсег-Кьонигсегерберг († 4 юли 1460), женен за Анна фон Хоенланденберг († 10 март 1485/(1470), 10 март 1485); имат три сина; тя се омъжва втори път за рицар Марквард IV фон Хоенемс († 1478/1488/1489)
- Урсула фон Кьонигсег-Кьонигсегерберг (* пр. 14 февруари 1428), омъжена за Бертолд фон Бонщетен